# Noyan
Noyan, antes conocido como Foucault y Saint-Thomas-de-Foucault, es un municipio de la provincia de Quebec en Canadá. Es uno de los municipios pertenecientes al municipio regional de condado del Le Haut-Richelieu, en la región de Montérégie-Est en Montérégie.

## Geografía

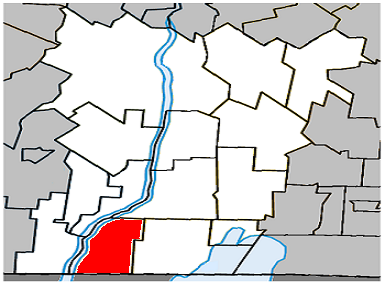
Ubicación de Noyan en el MRC de Le Haut-Richelieu

Noyan se encuentra por la frontera entre Quebec y el estado estadounidense de Vermont, en la ribera derecha del río Richelieu. Está ubicado entre Henryville al norte, Saint-Georges-de-Clarenceville al este, Alburgh (Vermont) al sur así como Lacolle y Saint-Paul-de-l'Île-aux-Noix en la orilla opuesta del Richelieu, al oeste. Su superficie total es de 49,76 km² cuyos 44,48 km² son tierra firme.

## Historia
Noyan está ubicado en el territorio de los antiguos señoríos de Noyan y de Foucault, que comprendió también partes de los actuales municipios de Henryville y Saint-Georges-de-Clarenceville. El señorío de Foucault fue concedido por el gobernador de Nueva Francia a Jacques Payen de Noyan et de Chavoy en 1733. Este señorío no fue desarrollado en esta época y después de la Guerra franco-india en 1764 la viuda de Payen lo vendió a Gabriel Christie y John Campbell. Durante el siglo XIX, la parroquia católica de Saint-Georges-de-Noyan y la parroquia anglicana de St. Thomas fueron creadas. En 1842, el tratado de Washington que fijó la frontera entre Canadá y Estados Unidos fue firmado en la localidad. La organización municipal de 1845 instituyó el municipio de Foucault pero éste fue incorporado al condado de Rouville en 1847. El municipio fue restablecido en 1855 con el nombre de municipio de parroquia de Saint-Thomas-de-Foucault. En 1976, el municipio cambió su nombre para el de municipio de Noyan.

## Política
El escudo del municipio contiene al centro un germen de trigo oro simbolizando la agricultura, al senestre una conífera sinople ilustrando el bosque, y al dextre una ancla azur representando el río Richelieu y el ocio. El alcalde actual (2014) está Réal Ryan.  El consejo municipal es compuesto de seis consejeros sin división territorial.
|            | 2005-2009                                                                                | 2009-2013 | 2013-2017                                                                               |
| Alcalde    | Réal Ryan                                                                                | Réal Ryan | Réal Ryan                                                                               |
| Consejeros | Robert Beaumier Connie Bleau Jean-Guy Leduc Owen MacCallum Randy R. Smith Roger Théberge | Robert Beaumier Jean-Paul Binette* Connie Bleau Jean-Luc Bourgie* Jean-Guy Leduc Nathan Kaiser** Owen MacCallum Randy R. Smith | Robert Beaumier Connie Bleau Sonia Chiasson Nathan Kaiser Owen MacCallum Randy R. Smith |

* Consejero al inicio del termo pero no al fin.  ** Consejero al fin del termo pero no al inicio.
El municipio está incluso en las circunscripciones electorales de Iberville a nivel provincial y de Brome-Missisquoi a nivel federal.

## Demografía
Según el censo de Canadá de 2011, había 1297 habitantes en este municipio, la densidad de población era de 29,0 hab./km² y la población había decrecido de 4,2% entre 2006 y 2011. Hubo 756 inmuebles particulares de los cuales 564 estaban ocupados por residentes habituales. La población es mitad francófona y mitad anglófona.
Evolución de la población total, 1991-2011

## Economía
La economía local es basada sobre la producción de leche y el turismo.